# Eliurus penicillatus
Eliurus penicillatus är en däggdjursart som beskrevs av Thomas 1908. Eliurus penicillatus ingår i släktet Eliurus och familjen Nesomyidae. IUCN kategoriserar arten globalt som starkt hotad. Inga underarter finns listade i Catalogue of Life.
Arten har i genomsnitt en kroppslängd (huvud och bål) av 145 mm, en svanslängd av 170 mm och en vikt av 70 g. Pälsen har på ovansidan är gråbrun till svartbrun färg och undersidan är ljusgrå. På svansens främre del förekommer glest fördelade och smala vita hår. De blir fram till spetsen längre och tjockare och bildar en tofs. Eliurus penicillatus har vita fötter.
Denna gnagare förekommer i en mindre region på östra Madagaskar. Arten lever i fuktiga skogar.
Individerna är vanligen nattaktiva och de klättrar ofta i träd. Antagligen har arten frön från olika växter som föda.